# Hiroshi Matsuura
Hiroshi Matsuura (jap. 松浦 浩史, Matsuura Hiroshi; * 14. Mai 1968 in Tomakomai, Hokkaidō) ist ein ehemaliger japanischer Eishockeyspieler. 

## Karriere
Hiroshi Matsuura verbrachte seine gesamte Karriere als Eishockeyspieler bei den Ōji Eagles, für die er von 1991 bis 2002 in der Japan Ice Hockey League aktiv war. In der Saison 1993/94 gewann er mit seiner Mannschaft den japanischen Meistertitel. 2002 beendete er im Alter von 34 Jahren seine Karriere. 

### International
Für Japan nahm Matsuura an den Olympischen Winterspielen 1998 in Nagano teil.  

## Erfolge und Auszeichnungen
- 1994 Japanischer Meister mit den Ōji Eagles